# Улица Бруниниеку (Рига)
Улица Бру́ниниеку (латыш. Bruņinieku iela — Рыцарская) — улица в Риге, в Центральном районе и Латгальском предместье города. Начинается от перекрёстка с улицей Кришьяня Валдемара (в противоположном направлении идёт улица Спорта), пролегает в юго-восточном направлении и заканчивается тупиком у железнодорожной линии. Общая длина улицы — 2366 метров.
На всём протяжении улица покрыта асфальтом. Движение по улице для автотранспорта одностороннее (в направлении к ул. Кришьяня Валдемара), за исключением тупикового участка после перекрёстка с ул. Вагону. В мае 2021 года, начиная от перекрестка с улицей Авоту и до перекрестка с улицей Кришьяня Валдемара выделены велополосы в обоих направлениях. По улице курсирует несколько маршрутов общественного транспорта (от перекрёстка с ул. Авоту до ул. Бривибас — автобусы, от ул. Бривибас до ул. Кришьяня Валдемара — троллейбусы).

## История
В конце XVIII века в окрестностях нынешней улицы Бруниниеку (квартал, прилегающий к нынешним улицам Бривибас, Базницас и Сколас) находилось место для исполнения публичных смертных казней, называемое «Виселичная гора». Возникшая здесь улица поначалу также называлась Виселичной (нем. Galgen Gasse). Часть улицы, прилегающая к нынешней территории 1-й городской больницы, с 1830-х годов называлась улицей Ботанического Сада (нем. Botanische Gartenstraße) — в честь сада лекарственных растений, существовавшего на этом месте.
Своё нынешнее название улица Бруниниеку (нем. Ritterstraße, рус. Рыцарская) получила 17 октября 1859 года. 15 мая 1935 года улица была переименована в улицу Айзсаргу (латыш. Aizsargu iela), а в 1940 году, после ввода советских войск и образования Латвийской ССР, — в улицу Красной Армии (латыш. Sarkanās Armijas iela). Во время немецкой оккупации, в 1942 году, была переименована в улицу Йорка (нем. Yorkstraße) — в честь прусского генерал-фельдмаршала Людвига Йорка. В 1944 году было восстановлено название Сарканармияс (латыш. Sarkanarmijas iela — Красноармейская), а в 1990 году возвращено историческое название Бруниниеку.

## Застройка

Улица Бруниниеку, 29/31.
Архитектор Эрнест Шталберг (1927). Сооружён в 1929—1930 гг.

Улица Бруниниеку служила границей территории, на которой с 1885 года было запрещено строительство деревянных домов. Существующая застройка улицы сложилась преимущественно в конце XIX — начале XX века. 23 здания на улице Бруниниеку являются памятниками архитектуры.
- Дом № 5 — комплекс зданий Рижской 1-й городской больницы.
- Дом № 10 — средняя школа № 22. В разное время её закончили Борис Пуго, Александр Каверзнев, Михаил Таль, Михаил Барышников, Лариса Мондрус[9].
- Дом № 12 — бывший доходный дом, построенный в 1910 году по проекту архитектора Р. Донберга. Здесь с 1936 по 1972 год жил скульптор Теодор Залькалнс.
- Дом № 24 — средняя школа им. Натальи Драудзини, старый корпус которой (дом № 24а) построен около 1910 г. по проекту архитектора Р. Г. Шмелинга (памятник архитектуры местного значения).
- Дом № 29/31 — в 1927 году архитектор Эрнест Шталберг создаёт проект «Народного дома», на углу улиц Тербатас и Бруниниеку. Проект частично реализован в 1929—1930 годах архитектурным бюро «А. Карр и К. Бетге»[10]. В советское время — дом Совета профсоюзов.
- Дом № 36 — бывший доходный дом, построенный в 1902 году по проекту Р. Г. Шмелинга — памятник архитектуры государственного значения.

## Прилегающие улицы
Улица Бруниниеку пересекается со следующими улицами:
- Улица Кришьяня Валдемара
- Улица Сколас
- Улица Базницас
- Улица Бривибас
- Улица Тербатас
- Улица Кришьяня Барона
- Улица Александра Чака
- Улица Авоту
- Улица Валмиерас
- Улица Вагону